# Heritage
| Совокупная оценка  | Совокупная оценка                                                        |
| Источник           | Оценка                                                                   |
| ------------------ | ------------------------------------------------------------------------ |
| Metacritic         | (71/100)                                                                 |
| Оценки критиков    |                                                                          |
| Источник           | Оценка                                                                   |
| Allmusic           | [ 1 ]                                                                    |
| Rolling Stone      | [ 5 ]                                                                    |
| The Guardian       | [ 6 ]                                                                    |
| BBC Music          | (Positive)                                                               |
| Pitchfork          | 6.9/10                                                                   |
| Popmatters         | [ 9 ]                                                                    |
| Revolver           | [ 10 ]                                                                   |
| Q                  | 3 из 5 звёзд · 3 из 5 звёзд · 3 из 5 звёзд · 3 из 5 звёзд · 3 из 5 звёзд |
| Sputnikmusic       | [ 11 ]                                                                   |
| Sea of Tranquility | [ 12 ]                                                                   |

Heritage — десятый студийный альбом шведской метал-группы Opeth, выпущенный 14 сентября 2011 года лейблом Roadrunner Records.
Heritage был записан в начале 2011 года в студии Атлантис города Стокгольма, Швеция. Он был спродюсирован Микаэлем Окерфельдтом, звукозапись сделана инженером звукзаписи Дженсом Богреном и микширование Стивена Уилсона. Альбом получил коммерческий успех и у музыкальных критиков, в дебютную неделю в США было привезено и распродано 19 000 копий альбома и он вошёл в чарт Billboard 200 под номером 19.

## История создания
Во время пресс-конференции в сентябре 2010 года перед выступлением посвященному двадцатилетию группы, в Королевском Альберт-Холле, Микаэль Окерфельдт сказал изданию Classic Rock Magazine, что он, наконец, начал писать музыку для нового альбома Opeth Изначально, первые две песни созданные Окерфельдтом, были выдержаны в стиле предыдущего студийного альбома Watershed. Услышав песни впервые, Мартин Мендез сказал Окерфельдту, что он будет разочарован, если стилистика написания музыки продолжится в этом направлении. Прислушавшись к мнению Мендеза, Окерфельдт бракует написанный материал, и начинает процесс написания заново. После написания композиции, которая в будущем получит название «The Lines in My Hand», он решил выдержать музыкальную концепцию в этом новом стиле.
1 Декабря 2010 Opeth объявили, что отправятся в Атлантис/Метроном студию в Стокгольме 31 января 2011 года для начала записи нового альбома с Йенсом Богреным ответственным за продюсирование и Стивеном Уилсоном, который будет ответственным за сведение альбома. К концу марта сведение было завершено, и в апреле клавишник группы Пер Виберг был освобожден от своих обязанностей в Opeth в рамках взаимного решения с группой.
25 мая Heritage было озвучено как название альбома. 26 июля состоялась премьера первого сингла под названием «The Devil’s Orchard», на Stereogum. 11 сентября альбом стал доступен на NPR Music. Релиз первого официального видео состоялся 23 сентября 2011 к композиции «The Devil’s Orchard»
Обложка для Heritage была готова в начале июня 2011 года, автором стал давний коллега Трэвис Смит. Как подтвердил Окерфельдт в видео-интервью — обложка альбома изобилует символизмом. Дерево представляет сама группа, которая процветает в настоящее время, корни «спускаясь в ад» представляют дэт-метал историю группы. Лица на дереве нынешние члены группы, а падающая голова Виберга представляет его уход из команды. Черепа под деревом также представляют прошлых участников группы.

## Перечень треков
Слова и музыка всех песен — Микаэля Окерфельдта, исключая отмеченные.
| №                   | Название                                           | Длительность |
| ------------------- | -------------------------------------------------- | ------------ |
| 1.                  | «Heritage»                                         | 2:05         |
| 2.                  | «The Devil's Orchard»                              | 6:40         |
| 3.                  | «I Feel the Dark»                                  | 6:40         |
| 4.                  | «Slither»                                          | 4:03         |
| 5.                  | «Nepenthe»                                         | 5:40         |
| 6.                  | «Häxprocess»                                       | 6:57         |
| 7.                  | «Famine»                                           | 8:32         |
| 8.                  | «The Lines in My Hand»                             | 3:49         |
| 9.                  | «Folklore»                                         | 8:19         |
| 10.                 | «Marrow of the Earth»                              | 4:19         |
| 11.                 | «Pyre» (bonus track) (Окерфельдт, Fredrik Åkesson) | 5:32         |
| 12.                 | «Face in the Snow» (bonus track)                   | 4:04         |
| Общая длительность: | Общая длительность:                                | 57:04        |

## Участники записи
- Микаэль Окерфельдт — вокал, гитара, меллотрон, фортепьяно, продюсер
- Фредрик Окессон — гитара
- Пер Виберг — клавишные, орган Хаммонда, фортепиано
- Мартин Аксенрот — ударные, перкуссия
- Мартин Мендес — бас-гитара

## Приглашённые участники
- Joakim Svalberg — фортепиано на треке 1
- Björn J:son Lindh — флейта на треке 7
- Alex Acuña — перкуссия на треке 7

## Места в чартах
| Чарт (2011)              | Наилучшее место |
| ------------------------ | --------------- |
| Australian Albums Chart  | 12              |
| Austrian Albums Chart    | 16              |
| Belgian Albums Chart     | 87              |
| Canadian Albums Chart    | 23              |
| Danish Albums Chart      | 8               |
| Dutch Albums Chart       | 10              |
| Finnish Albums Chart     | 2               |
| French Albums Chart      | 24              |
| German Albums Chart      | 9               |
| Hungarian Albums Chart   | 22              |
| Irish Albums Chart       | 34              |
| New Zealand Albums Chart | 26              |
| Norwegian Albums Chart   | 8               |
| Polish Albums Chart      | 28              |
| UK Albums Chart          | 22              |
| UK Rock Albums Chart     | 1               |
| US Billboard 200         | 19              |
| US Rock Albums           | 6               |
| US Hard Rock Albums      | 2               |
| US World Albums          | 3               |